# I Will Go Out
I Will Go Out (o #IWillGoOut) (en español: Saldré) es el nombre de una marcha celebrada en la India el 21 de enero de 2017 para reclamar el derecho de las mujeres al acceso igualitario a los espacios públicos. Se organizaron marchas en 30 ciudades de India entre ellas Bengaluru, Delhi, Pune, Chennai, Mumbai, Kolkata, Hyderabad, Lucknow, Puducherry, Silchar, Nagpur, Ahmedabad, Jaipur, Bhopal, Udaipur, Kochi y Karimganj y fueron organizadas por colectivos de personas y organizaciones.

## Antecedentes
El 2 de enero de 2017, el periódico Bangalore Mirror las agresiones contra mujeres durante la celebración del Año Nuevo en Bengaluru, Karnataka. El informe en primera persona de Anantha Subramanyam K decía: "Empezaron a gritar pidiendo ayuda, ya que no podían llegar hasta la policía porque estaban atrapadas en un mar de hombres, muchos de ellos borrachos y fuera de control ". Otro artículo del periódico informó que aproximadamente 10 mujeres se acercaron a una mujer agente de policía, 8 de ellas se lamentaron de haber perdido a sus amigos entre la multitud, una de ellas denunció burlas y otra abuso sexual.
Al principio, el comisario de policía de Bengaluru, Praveen Sood, reconoció el abuso sexual masivo, pidió a las mujeres que habían sido agredidas que se presentaran y prometió tomar medidas, sin embargo, el 5 de enero negó que hubiera ocurrido tal situación y también se opuso al término 'abuso masivo'. La gente indignada con las redes sociales y los comentarios sexistas de políticos como G. Parameshwara y Abu Azmi culpando a las mujeres y la ropa que vestían a la "cultura occidental" y la comparación que hicieron de mujeres y hombres con el azúcar y las hormigas no ayudaron.

## Preparación y planificación
El 4 de enero realizaron una petición a través Change.org reclamando una disculpa pública incondicional de Abu Azmi y G Parameshwara por los comentarios realizados en los medios de comunicación en respuesta a la serie de agresiones sexuales en Bengaluru.
Un grupo de personas, que compartían opiniones similares sobre el aumento de los casos de violencia sexual contra mujeres en la India, se reunieron en línea para organizar una marcha nacional el 21 de enero y se movilizaron principalmente a través de las redes sociales.